# 伊豆大島

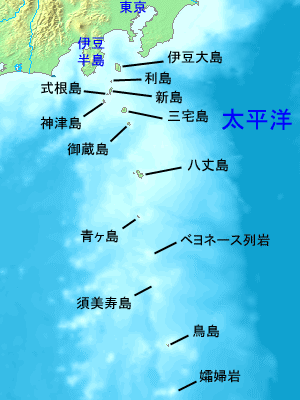
伊豆大島位置圖

伊豆大岛（罗马拼音：Izuōshima），又稱為大島，為日本伊豆群島的島嶼，位于神奈川县正南方60公里的太平洋中，人口约1万不到，行政區劃屬於东京都大島町。
伊豆大岛是富士火山带海底火山的作用而形成的火山岛，岛上的764米高的三原山是三重式成层活火山。很多自杀者选择从三原山火口跳下结束自己的生命，因此大岛和富士树海一样是日本著名的自杀胜地之一。1928年時，26歲的和田瀧藏為第一位在此自殺者。
大岛樱花闻名日本。此外川端康成的小说《伊豆的舞孃》（伊豆の踊り子）中伊豆舞女的故乡是伊豆大岛。

## 關連項目
- 日本地質百選